# Tian Tian
Tian Tian, chiń. 田甜 (ur. 25 marca 1983 w Chongqing) – chińska szachistka i trenerka szachowa (FIDE Trainer od 2013), arcymistrzyni od 2002 roku.

## Kariera szachowa
W 1997 r. reprezentowała Chiny na rozegranych w Cannes mistrzostwach świata juniorek do 14 lat. Pomiędzy 1999 a 2001 r. występowała wyłącznie w turniejach rozgrywanych na Węgrzech, odnosząc kilka sukcesów w cyklicznych turniejach First Saturday w Budapeszcie, m.in. w 2001 r. dwukrotnie zajmując II m., w edycjach FS05 IM-B (za Janosem Dudasem) i FS12 IM-B (za Sandorem Farago). W 2002 r. w Panaji IX miejsce na mistrzostwach świata juniorek do 20 lat, natomiast w 2003 r. podzieliła XIII miejsce na rozegranych w Kalkucie indywidualnych mistrzostwach Azji.
Najwyższy ranking w karierze osiągnęła 1 lipca 2001 r., z wynikiem 2355 punktów zajmował dzieliła 74-75. miejsce (wspólnie z Norą Medvegy) na światowej liście FIDE, jednocześnie zajmując 10. miejsce wśród chińskich szachistek.